# Henry Trimen
Henry Trimen (Paddington, Londres, 26 de outubro de 1843 — Kandy, Ceilão, 16 de outubro de 1896) foi um botânico britânico.